# Герб Аквітанії
Герб Аквітанії — герб регіону на південному заході Франції, що межує з Іспанією.

## Історія
Герб династії регіону змінювався, але завжди включав лева. біля витоків герба Аквітанії знаходиться герб Жоффруа V Плантагенета, графа Анжуйського: у блакитному полі шість золотих левів. У 1340 р. Едуард III англійський прийняв черввоний щит із трьома левами на сторожі як на королівському гербі Англії. Так і герцогство Нормандія, і герцогство Аквітанія мали герби з левами на сторожі. Ці приписані озброєння не слід плутати з історичним гербом, який має Анжуйська династія Капетингів, створена Людовиком IX французьким для його брата Карла I неаполітанського в 1247 року. Два льва були ретроспективно для Генріха II англійського.
У 2010 році Monnaie de Paris випустила монету розміром 10 євро з дизайном, що представляє регіон Аквітанія (Guyenne).

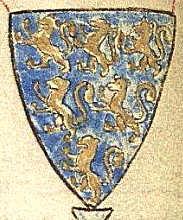
Герб Вільгельма Лонгеспі, 3-го графа Солсбері.
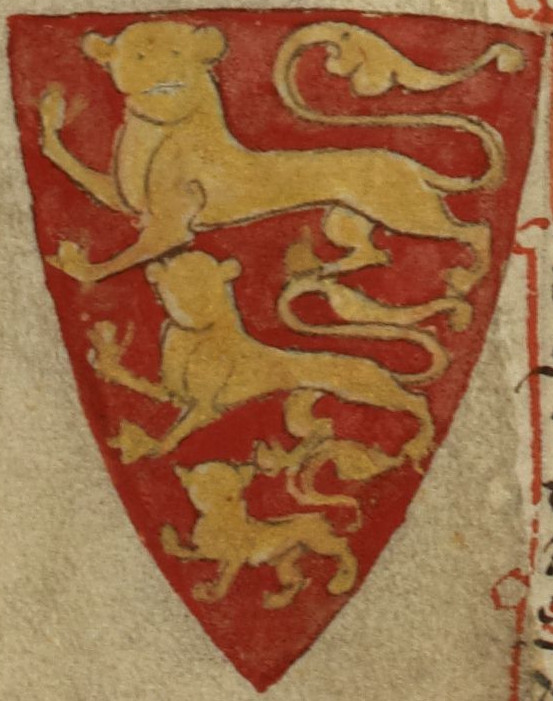
Герб Едуарда ІІІ
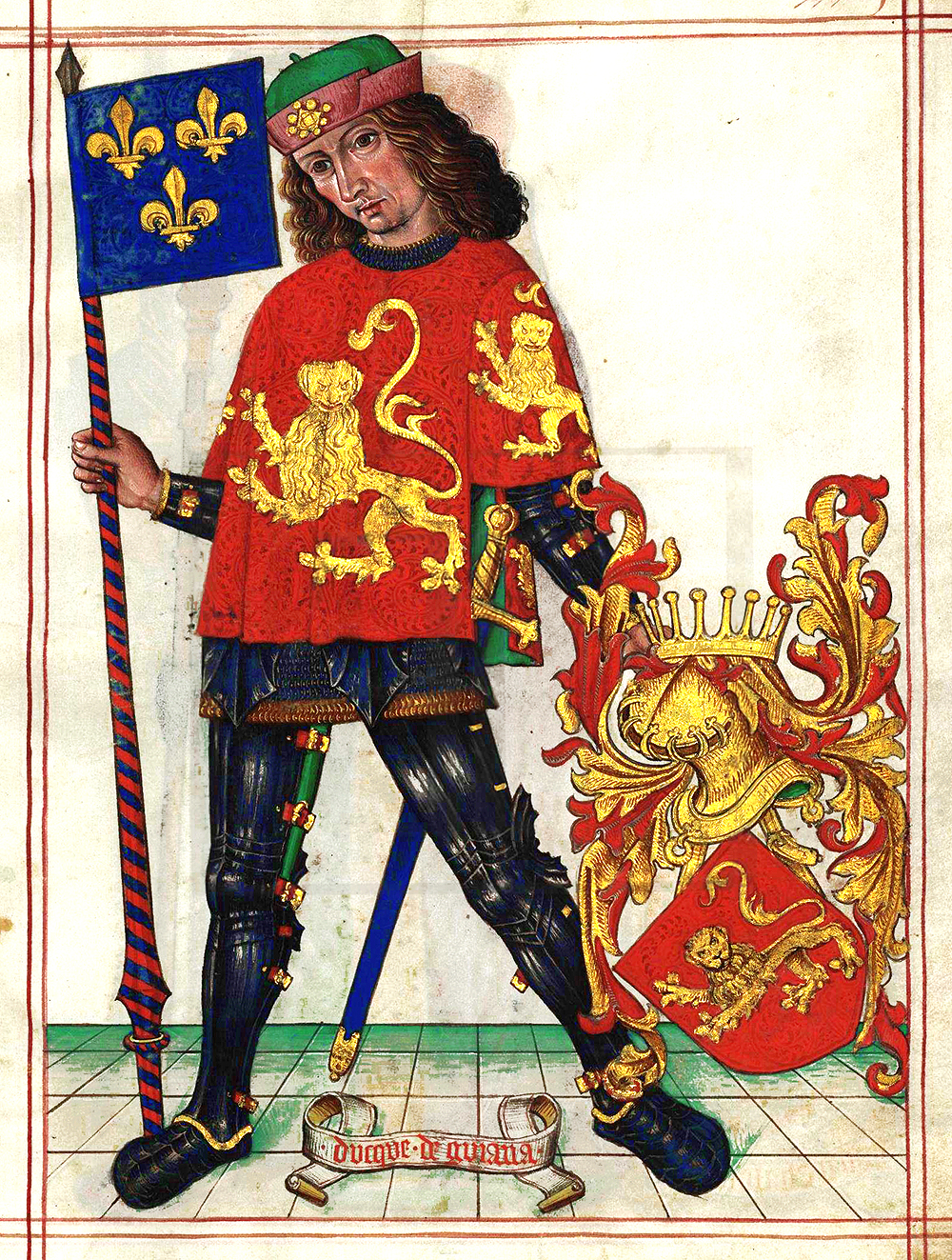
Герцог Аквітанії (1509)